# Shevat
Shevat (in ebraico שבט‎?) è il quinto mese civile e l'undicesimo mese religioso del calendario ebraico. È composto da 30 giorni.
Nel corso del mese corre la festività di  Tu BiShvat (letteralmente, il 15 di Shevat), detto "Capodanno degli alberi" in quanto in Israele, a metà - fine febbraio inizia di solito la fioritura.
Raramente, il Capodanno del calendario gregoriano cade in Shevat. L'ultima volta che è caduto in Shevat è stato il 1º gennaio 1900 (1º Shevat 5660 nel calendario ebraico). La prossima volta che cadrà in Shevat sarà il 1º gennaio 2033 (1º Shevat 5793 nel calendario ebraico).

## Periodo
Durante gli anni 5761–5860 del calendario ebraico, Shevat occorre nei seguenti periodi del calendario gregoriano:
| Durata degli anni | Inizio di Shevat       | Fine di Shevat          |
| ----------------- | ---------------------- | ----------------------- |
| 353 giorni        | 11 gennaio–30 gennaio  | 10 febbraio–28 febbraio |
| 354 giorni        | 11 gennaio–30 gennaio  | 10 febbraio–1º marzo    |
| 355 giorni        | 12 gennaio–31 gennaio  | 11 febbraio–1º marzo    |
| 383 giorni        | 31 dicembre–10 gennaio | 30 gennaio–9 febbraio   |
| 384 giorni        | 2 gennaio–10 gennaio   | 1º febbraio–9 febbraio  |
| 385 giorni        | 1º gennaio–11 gennaio  | 31 gennaio–10 febbraio  |

## Curiosità
Anche se la scrittura è differente (l'ultima lettera nel nome del mese è una tet invece di una tav) la pronuncia moderna di Shevat è molto simile a quella della radice Š(sh)VT, da cui deriva Shabbat, il nome della principale festa ebraica.